# Trzcinka (Łódź)
Pour les articles homonymes, voir Trzcinka.
Trzcinka est une localité polonaise de la gmina de Brąszewice, située dans le powiat de Sieradz en voïvodie de Łódź.